# البرندارف ایم پولکاوتال
البرندارف ایم پولکاوتال (به آلمانی: Alberndorf im Pulkautal) یک سکونتگاه مسکونی در اتریش است که در Hollabrunn District واقع شده‌است.